# Вилађо деј Ђиљи (Каљари)
Вилађо деј Ђиљи је насеље у Италији у округу Каљари, региону Сардинија.
Према процени из 2011. у насељу је живело 64 становника. Насеље се налази на надморској висини од 99 м.